# Terre de Dampier
 (décembre 2022).
Si vous disposez d'ouvrages ou d'articles de référence ou si vous connaissez des sites web de qualité traitant du thème abordé ici, merci de compléter l'article en donnant les références utiles à sa vérifiabilité et en les liant à la section « Notes et références ».
Terre de Dampier est le nom que l'on donnait autrefois[Quand ?] en français à une région côtière du nord-ouest de l'Australie, alors que cette dernière était encore appelée Nouvelle-Hollande. Délimitée par la terre de Witt au sud-ouest et par la terre d'Arnhem à l'est, elle occupait la partie est du littoral nord de l'actuelle Australie-Occidentale et s'étendait donc sur des rivages relevant aujourd'hui du Kimberley. Elle doit son nom à William Dampier, célèbre explorateur hollandais de la seconde moitié du XVIIe siècle.